# Maquilingia serristylis
Maquilingia serristylis är en tvåvingeart som beskrevs av Mitsuhiro Sasakawa 2003. Maquilingia serristylis ingår i släktet Maquilingia och familjen lövflugor.
Artens utbredningsområde är Laos. Inga underarter finns listade i Catalogue of Life.